# Tom McBeath
Tom McBeath (Vancouver, 1958. január 4. –) kanadai származású színész.
Legismertebb szerepe Harry Maybourne a Csillagkapu című televíziós sorozatban.

## Fiatalkora
1970-ben csatlakozott egy amatőr színjátszó csoporthoz. 1972-re öt amatőr társulat tagja volt és idejének legnagyobb részében a színházban töltötte. Ekkor merült föl benne a színészi karrier lehetősége. Csatlakozott az albertai egyetem színjátszó programjához Edmontonban, később a vancouveri Playhouse Acting School hallgatója lett.

## Pályafutása
Számos filmben és televíziós sorozatban tűnt fel kisebb-nagyobb szerepekben. Szerepeiben rengetegféle karaktert alakított az orvvadásztól a papig. Színpadi szerepléseiért három alkalommal is Jessie-díjjal jutalmazták, 2011-ben szintén jelölték a színházi elismerésre.
Ismertebb filmjei a Nem félünk a farkastól, a Watchmen: Az őrzők, az Aliens vs. Predator – A Halál a Ragadozó ellen 2., a A pók hálójában. Jelentősebb sorozatai többet között a Haláli hullák, a Halott ügyek, a Csillagkapu, az Odaát, a 4400, a Smallville, a Flash Gordon és a Vámpír akták. 2010 óta a Sanctuary – Génrejtek című kanadai sci-fiben vendégszerepel több epizódban, mint Villanova tábornok.

## Filmográfia

### Film
| Év   | Magyar cím                                        | Eredeti cím                      | Szerep                | Magyar hang      |
| ---- | ------------------------------------------------- | -------------------------------- | --------------------- | ---------------- |
| 1985 |                                                   | Certain Fury                     | rendőr                |                  |
| 1987 | Malone, a bérgyilkos                              | Malone                           | Stringbean rendőr     | Faragó József    |
| 1988 | A sors fegyvere                                   | Backfire                         | férfi a bárban        |                  |
| 1988 | A vádlottak                                       | The Accused                      | Stu Holloway          |                  |
| 1989 | Félrelépni kötelező                               | Cousins                          | Mr. Dionne            |                  |
| 1989 |                                                   | Quarantine                       | Beck hadnagy          |                  |
| 1990 | A megtörhetetlen                                  | Cadence                          | igazgató              |                  |
| 1990 | Hajszál híján                                     | Narrow Margin                    | karmester             |                  |
| 1991 |                                                   | Run                              | Smithy                |                  |
| 1994 |                                                   | Leo the Lion: King of the Jungle | víziló (hangja)       |                  |
| 1994 | Időzsaru                                          | Timecop                          | vámhivatali technikus |                  |
| 1995 | Rejtekhely                                        | Hideaway                         | Morton Redlow         |                  |
| 1997 |                                                   | Kitchen Party                    | Rick                  |                  |
| 1998 | Tűzvihar                                          | Firestorm                        | Loomis                |                  |
| 1999 | Kaland a vadonban                                 | True Heart                       | Quint                 | Kőszegi Ákos     |
| 1999 | Kettős kockázat                                   | Double Jeopardy                  | partiőrség tisztje    |                  |
| 2001 | A pók hálójában                                   | Along Came a Spider              | Cabell rendőrfőnök    |                  |
| 2005 | Az alku                                           | The Deal                         | testületi tag         |                  |
| 2007 | Sötét titkok                                      | Beneath                          | Mr. Wells             |                  |
| 2007 | Aliens vs. Predator – A Halál a Ragadozó ellen 2. | Aliens vs. Predator: Requiem     | Karl                  |                  |
| 2009 |                                                   | Alien Trespass                   | Wilson                |                  |
| 2009 | Watchmen: Az őrzők                                | Watchmen                         | hírelemző             |                  |
| 2010 | Karácsonyi kutyabalhé                             | The Search for Santa Paws        | taxis                 |                  |
| 2011 | Kíméletlen bosszú                                 | Recoil                           | Cole seriff           |                  |
| 2012 |                                                   | The Woodcarver                   | Stark igazgató        |                  |
| 2012 |                                                   | Camera Shy                       | Oslo nyomozó          |                  |
| 2013 | Pearl                                             | Down River                       | Bob                   | Cs. Németh Lajos |
| 2015 |                                                   | No Men Beyond This Point         | Jim                   |                  |
| 2015 |                                                   | Patterson's Wager                | Dr. Collins           |                  |
| 2017 | A rózsaszínű kis ház                              | Little Pink House                | Norm Hagen            |                  |
| 2017 |                                                   | Prodigals                        | bíró                  |                  |
| 2022 | Ruby segítségével                                 | Rescued by Ruby                  | Seamus Brady          |                  |

### Televízió

#### Tévéfilm
| Év   | Magyar cím                          | Eredeti cím                                   | Szerep                         | Magyar hang            |
| ---- | ----------------------------------- | --------------------------------------------- | ------------------------------ | ---------------------- |
| 1984 |                                     | The Glitter Dome                              | Farrell                        |                        |
| 1985 |                                     | Love, Mary                                    | Dr. Pearl                      |                        |
| 1985 |                                     | Into Thin Air                                 | bankár                         |                        |
| 1987 | És egyszerre Karácsony lett         | Christmas Comes to Willow Creek               | őrmester                       |                        |
| 1990 |                                     | Sky High                                      | aukció vezetője                |                        |
| 1990 |                                     | Burning Bridges                               | Al                             |                        |
| 1991 |                                     | My Son Johnny                                 | Morgan nyomozó                 |                        |
| 1991 |                                     | Yes Virginia, There is a Santa Claus          | Flynn őrmester                 |                        |
| 1991 | Mérföldekre az élettől              | Miles from Nowhere                            | Harney atya                    | Sinkovits-Vitay András |
| 1992 | A férfi fentről                     | The Man Upstairs                              | pap                            |                        |
| 1993 |                                     | Relentless: Mind of a Killer                  | Edmond Price                   |                        |
| 1993 | Tengeri farkas                      | The Sea Wolf                                  | Latimer                        |                        |
| 1993 | Mégis kinek a gyermeke?             | Whose Child Is This? The War for Baby Jessica | John Monroe                    |                        |
| 1994 |                                     | A Christmas Romance                           | Mr. Macklin                    |                        |
| 1995 | Bízzál bennem                       | Trust in Me                                   | Dutch Schultz                  |                        |
| 1995 | Holtpont: Menekülés a 14-es zónából | Deadlocked: Escape from Zone 14               | Don Boyd szenátor              |                        |
| 1995 |                                     | Ebbie                                         | Van Munsen                     |                        |
| 1996 | A fantomvadász                      | The Limbic Region                             | Fredricks                      |                        |
| 1997 | Nicsak, ki mindenki beszél?         | Dog's Best Friend                             | Bob Handel                     |                        |
| 1997 | Végső zuhanás                       | Final Descent'                                | pilóta                         | Végh Ferenc            |
| 1997 |                                     | Tricks                                        | Mike                           |                        |
| 1998 | Alaszka aranya                      | Goldrush: A Real Life Alaskan Adventure       | Angus MacNeil békebíró         | Cs. Németh Lajos       |
| 1998 | Nick Fury: Zűrös csodaügynök        | Nick Fury: Agent of S.H.I.E.L.D.              | Jack Pincer igazgató           |                        |
| 1999 | Gyilkosság a múltból                | A Murder on Shadow Mountain                   | Arthur DiMarco kerületi ügyész |                        |
| 1999 | Kell egy csapat                     | In a Class of His Own                         | Skip Jordan                    |                        |
| 2000 | Csótányinvázió                      | They Nest                                     | Eamon Wald                     | Kapácsy Miklós         |
| 2000 | Délidő                              | High Noon                                     | Rudy                           |                        |
| 2001 | Szünidős Télapó (Tuti Mikulás)      | Off Season                                    | Mel Breskin                    | Csuja Imre             |
| 2002 | Apám bűnei                          | Sins of the Father                            | J. Edgar Hoover                |                        |
| 2004 |                                     | Cable Beach                                   | John "Luther" Croat            |                        |
| 2004 |                                     | The Robinsons: Lost in Space                  | Jupiter 2 kapitány             |                        |
| 2005 | Szupervulkán – A végső kitörés      | Supervolcano                                  | Michael Eldridge               |                        |
| 2005 | 14 óra                              | 14 Hours                                      | Eddie                          |                        |
| 2006 |                                     | Eight Days to Live                            | szakértő                       |                        |
| 2007 | Lopott ártatlanság                  | My Baby is Missing                            | Don Walters                    |                        |
| 2007 |                                     | Luna: Spirit of the Whale                     | Ernie Ivers                    |                        |
| 2007 |                                     | The Bad Son                                   | Mark Petrocelli                |                        |
| 2007 |                                     | Lost in the Dark                              | Gene seriff                    |                        |
| 2009 | Győzzön az élet!                    | Living Out Loud                               | technikus                      |                        |
| 2009 | Karácsony Káanánban                 | Christmas in Canaan                           | Carl                           |                        |
| 2011 | Törékeny ártatlanság                | Innocent                                      | George Mason                   |                        |
| 2012 |                                     | Gaku                                          | Moss                           |                        |
| 2012 | A philadelphiai kísértet            | The Philadelphia Experiment                   | Broadmore                      |                        |
| 2014 |                                     | Far from Home                                 | Taylor seriffhelyettes         |                        |
| 2014 |                                     | Run for Your Life                             | Kevin                          |                        |
| 2014 | A babysitter akcióban               | Along Came a Nanny                            | Frank Milano                   |                        |
| 2018 |                                     | Time for Me to Come Home for Christmas        | Henry                          |                        |
| 2019 | Karácsonyi véletlenek               | A Godwink Christmas: Meant for Love           | Charlie                        |                        |

#### Sorozat
- A veszélyes öböl (1986-1988)
- 21 Jump Street (1987-1989)
- Wiseguy (1987-1989)
- Bordertown (1990-1991)
- Mom P.I. (1990-1991)
- Az utca törvénye (1992)
- Mókás hekus (1992)
- Kobra (1993)
- X-akták (1993-1996)
- Hegylakó (1994-1996)
- Végtelen határok (1995-1998)
- Hidegvérrel (1996)
- Millennium (1996-1998)
- Sentinel – Az őrszem (1997)
- Száguldó vipera (1997)
- Dead Man's Gun (1997-1998)
- Halott ügyek (1998-2004)
- Csillagkapu (1998-2005)
- A hálózat csapdájában (1999)
- Atomvonat (1999)
- Utórengés: Földindulás New Yorkban (1999)
- A halottkém (2000-2003)
- Undercover - A titkos csapat (2001)
- Rejtélyek kalandorai (2002)
- Chris Isaak Show (2002-2004)
- A gyűjtő (2004)
- Haláli hullák (2004)
- A horror mesterei (2006)
- A polgármester (2006)
- Hírszerzők (2006-2007)
- 4400 (2006-2007)
- Smallville (2007)
- Vámpírakták (2007)
- Odaát (2007-2013)
- Az Androméda-törzs (2008)
- Jó zsaru - rossz zsaru (2010)
- Végjáték (2010)
- Génrejtek (2011)
- Az indíték (2014)
- Bates Motel – Psycho a kezdetektől (2015)
- A család (2016)
- Átutazók (2016)
- Riverdale (2017-2021)

## Díjak, jelölések
1998-ban Gemini-díjra jelölték a Halott ügyek című televíziós sorozat Jane Klosky című epizódjáért legjobb férfi vendégszereplőként, majd 2005-ben Leo-díjra a Csillagkapu sorozat Királynak lenni jó című epizódjában nyújtott alakításáért, mint legjobb férfi mellékszereplő.